# Joseph Khawam
Joseph Antoine Khawam BA (ur. 14 kwietnia 1968 w Aleppo) – syryjski duchowny melchicki, egzarcha apostolski Wenezueli od 2020. 

## Życiorys
Święcenia kapłańskie otrzymał 16 grudnia 1995 w zakonie Bazylianów Melkitów Alepskich. Pracował głównie jako przełożony zakonnych klasztorów, był też m.in. rektorem niższego seminarium oraz asystentem generalnym zakonu.
20 grudnia 2019 papież Franciszek mianował go egzarchą apostolskim Wenezueli oraz administratorem apostolskim eparchii Meksyku ze stolicą tytularną Apamea in Syria. Sakry udzielił mu 7 marca 2020 melchicki patriarcha Antiochii – arcybiskup Youssef Absi.